# Produce X 101
Produce X 101 (hangul: 프로듀스 X 101) é um reality show sul-coreano de sobrevivência da Mnet, sendo essa a quarta temporada do programa. É um projeto de grande escala no qual o público, através de votações onlines e ao vivo, "produz" um boy group escolhendo 11 integrantes dentre 101 trainees de diferentes empresas de entretenimento. O público também escolhe o conceito, a canção de estréia e o nome do grupo. O programa estreou em 3 de maio de 2019 e ia ao ar toda sexta-feira às 23:00 (KST). Em 19 de julho de 2019, foi transmitido ao vivo o ultimo episódio da temporada, anunciando os últimos onze membros que irão estrear no grupo X1.

## Conceito e Formato
Nessa temporada foi introduzido o ranking X como a classificação mais baixa, onde os participantes estão mais vulneráveis à eliminação. Além disso, o 11º integrante do grupo final será decidido pelo número total de votos que acumularem ao longo de toda a temporada, ou seja, o participante que ocupar o 11º lugar na final não se torna necessariamente o 11º membro do grupo final. Esse 11º integrante ocupará a posição de center do grupo.
Em 28 de fevereiro, foi confirmado que o grupo formado pelo programa promoverá por 5 anos, sendo os primeiros 2 anos e meio em atividades exclusivas do grupo e os outros 2 anos e meio os integrantes poderão realizar atividades individuais e com suas respectivas empresas, porém ainda integrando o grupo.

## Promoção
Em 14 de dezembro de 2018, a Mnet lançou o primeiro teaser do show após o final do Mnet Asian Music Awards de 2018 em Hong Kong.
Em 4 de março, a Mnet anunciou que Lee DongWook faria o papel de MC para esta temporada, assumindo a posição ocupada anteriormente por Lee SeungGi. Ele seria "o mensageiro e representante dos espectadores".
Diferente das temporadas anteriores, onde o center da música tema era escolhido entre os próprios trainees, no Produce X 101, além da escolha dos trainees, foi aberta uma votação ao público no dia 15 de março, afim de escolher o finalista para a posição. Em 21 de março, a faixa-título da temporada "X1-MA", foi revelada no M! Countdown tendo como center o trainee Son DongPyo da DSP Media.
O show estreou em 3 de maio de 2019, na Coreia do Sul, Japão, Tailândia, Hong Kong, Malásia, Myanmar e Indonésia, Youtube e no Vlive em outros locais internacionais. A série foi transmitida em Hong Kong, Singapura, Taiwan, Malásia, Indonésia, Filipinas, Tailândia e Sri Lanka, 18 horas após a transmissão original sul-coreana com legendas em inglês, mandarim, malaio, tailandês e indonésio.

## Mentores
O programa é apresentado por Lee DongWook. Outros artistas apresentados como membros do elenco:
- Treinadores vocais:
  - Lee SeokHoon
  - Shin YuMi
- Treinadores de dança:
  - Bae YoonJeong
  - Kwon JaeSeung
  - Choi YoungJun
- Treinadora de rap:
  - Cheetah

Treinadora Vocal por um dia: SoYou (Episódio 1-2)
Treinador de Rap da batalha de Grupos X: Lee JooHeon (Episódio 3-4)

## Participantes
| 101 Participantes                  | 101 Participantes        | 101 Participantes        | 101 Participantes             | 101 Participantes       |
| ---------------------------------- | ------------------------ | ------------------------ | ----------------------------- | ----------------------- |
| Kim Yo-han (김요한)                | Kim Woo-seok (김우석)    | Han Seung-woo (한승우)   | Song Hyeong-jun (송형준)      | Cho Seung-yeon (조승연) |
| Son Dong-pyo (손동표)              | Lee Han-gyul (이한결)    | Nam Do-hyun (남도현)     | Cha Jun-ho (차준호)           | Kang Min-hee (강민희)   |
| Lee Eun-sang (이은상)              | Kim Min-gyu (김민규)     | Koo Jung-mo (구정모)     | Lee Jin-hyuk (이진혁)         | Keum Dong-hyun (금동현) |
| Song Yu-bin (송유빈)               | Hwang Yun-seong (황윤성) | Lee Se-jin (이세진)      | Ham Won-jin (함원진)          | Tony (토니)             |
| Kim Kook-heon (김국헌)             | Lee Jin-woo (이진우)     | Kim Dong-yoon (김동윤)   | Lee Hyeop (이협)              | Park Sun-ho(박선호)     |
| Kang Hyeon-su (강현수)             | Kim Si-hun (김시훈)      | Choi Su-hwan (최수환)    | Joo Chan-guk (주창욱)         | Kim Hyun-bin (김현빈)   |
| Choi Byung-chan (최병찬)           | Moon Hyun-bin (문현빈)   | Won Hyuk (원혁)          | Kwon Tae-eun (권태은)         | Kang Seok-hwa (강석화)  |
| Baek Jin (백진)                    | Lee Mi-dam (이미담)      | Yun Jung-hwan (윤정환)   | Jung Jae-hun (정재훈)         | Yuri (유리)             |
| Lee Woo-jin (이우진)               | Kim Dong-bin (김동빈)    | Wei Zi Yue (위자월)      | Kim Sung-hyun (김성현)        | Kim Sung-yeon (김성연)  |
| Choi Jun-seong (최준성)            | Lee Won-jun (이원준)     | Park Yoon-sol (박윤솔)   | Mahiro Hidaka (히다카 마히로) | Peak (픽)               |
| Hong Seong-jun (홍성준)            | Kim Min-seo (김민서)     | Lee Tae-seung (이태승)   | Woo Je-won (우제원)           | Lee Eugene (이유진)     |
| Kwon Hee-jun (권희준)              | Han Gi-chan (한기찬)     | Wang Jyun Hao (왕군호)   | Moon Jun-ho (문준호)          | Nam Dong-hyun (남동현)  |
| Anzardi Timothée (앙자르디 디모데) | Kim Jin-gon (김진곤)     | Lee Ha-min (이하민)      | Jeon Hyun-woo (전현우)        | Kim Yeong-sang (김영상) |
| Byeon Seong-tae (변성태)           | Lee Hwan (이환)          | Jung Young-bin (정영빈)  | Oh Sae-bom (오새봄)           | Yoo Geun-min (유건민)   |
| Jung Myung-hoon (정명훈)           | Steven Kim (스티븐 킴)   | Song Chang-ha (송창하)   | Choi Jin-hwa (최진화)         | Lee Jun-hyuk (이준혁)   |
| Lee Gyu-hyung (이규형)             | Won Hyun-sik (원현식)    | Tsai Chia Hao (채가호)   | Choi Si-hyuk (최시혁)         | Kim Kwan-woo (김관우)   |
| Park Jin-yeol (박진열)             | Kim Min-seo (김민서)     | Heo Jin-ho (허진호)      | Hwang Geum-ryul (황금률)      | Hong Sung-hyun (홍성현) |
| Yu Seong-jun (유성준)              | Sung Min-seo (성민서)    | Lee Sang-ho (이상호)     | Kim Seung-hwan (김승환)       | Kim Hyun-min (김형민)   |
| Jun Uehara (우에하라 준)           | Yoon Min-gook (윤민국)   | Park Si-on (박시온)      | Kim Jun-jae (김준재)          | Lee Jae-bin (이재빈)    |
| Yun Hyun-jo (윤현조)               | Lim Da-hun (임다훈)      | Choi Byung-hoon (최병훈) | Kim Dong-kyu (김동규)         | Yoon Seo-bin (윤서빈)   |
| Im Si-u (임시우)                   |                          |                          |                               |                         |

## Episódios

### Episódio 1 (3 de Maio de 2019)
Os trainees de cada empresa entram no estúdio, onde os assentos são organizados de 1 a 101. Cada concorrente escolhe seu lugar preferido antes de ser informado sobre várias mudanças que serão aplicadas nesta temporada. Em seguida, os concorrentes realizam em grupo ou individualmente, de acordo com sua empresa, a avaliação. Alguns participantes são convidados a mostrar suas habilidades para a avaliação individual. Cada trainee é julgado pelo seu potencial e pelo seu nível e é atribuído a eles grupos temporários para treinamento: A, B, C, D e X (sendo A o mais alto e X o mais baixo). No final, o ranking de popularidade é mostrado com Kim Mingyu, da Jellyfish Entertainment, em primeiro lugar.

### Episódio 2 (10 de Maio de 2019)
A avaliação termina com o episódio e os trainees recebem suas notas e  mudam para os seus respectivos dormitórios após receberem seus uniformes. A música título, "X1-MA" é revelada, a qual após 3 dias de treinamento, performam no M! Countdown. Os trainees começam a treinar de acordo com o cronograma atribuído pelos mentores. Mais tarde, é revelado que os trainees do ranking X não são eliminados, e sim levados para um centro de treinamento diferente, onde enfatizam mais os fundamentos para os trainees. Os trainees passariam por mais uma avaliação final, em que são filmados quando estão realizando "X1-MA". Sua nova avaliação revelaria suas posições e distribuições de linha (ranking). No final do episódio, o voto de popularidade foi mostrado onde Kim Yohan foi classificado #1 e em último Yoo Geonmin.

### Episódio 3 (17 de Maio de 2019)
Os formandos filmam-se individualmente realizando "X1-MA", como observam seus colegas de grau. Cada vídeo é assistido pelos mentores, que reavaliam os formandos. Após a reavaliação, eles recebem sua nova nota e são solicitados a se mudarem para suas novas salas correspondentes a sua classificação. Após a reorganização, é dito a eles que, em vez de votarem pela posição central entre si, os produtores nacionais votaram. Son Dongpyo, da DSP Media, Kim Sihun, da Brand New Music, e Kim Wooseok, da TOP Media, são os Top 3, com Son Dongpyo ganhando a cobiçada posição no centro. Não muito tempo depois, eles filmam o vídeo musical de "X1-MA".
Os treinandos começam sua segunda missão - a batalha do Grupo X. Ao contrário da temporada anterior, onde os treinandos competiam uns contra os outros com a mesma música, as músicas com as quais estão competindo são uma música de debut de um grupo versus um hit do mesmo. As equipes são: "MAMA" do EXO contra "Love Shot", "No More Dream" de BTS contra "Blood Sweat & Tears", "Trespass" de Monsta X contra "Dramarama", "Adore U" de Seventeen contra "Clap", "Dejavu" de NU'EST contra "Where U At", "Energetic" do Wanna One contra "Light", "7th Sense" do NCT U contra "Boss", e "Girls, Girls Girls" do GOT7 contra "Lullaby". Todas as músicas são executadas ao vivo e cada membro é votado pelo público individualmente. O grupo com a maior pontuação entre os dois ganha e ganha um benefício de 3.000 votos de bônus para cada um de seus membros, com o membro mais alto no ranking, ganhará um benefício extra de ter sua pontuação multiplicada por 10 além dos 3.000 bônus de votos. O grupo com os maiores votos irá se apresentar no M! Contagem regressiva. Ensaios e performances de "MAMA", "Love Shot" e "No More Dream" são exibidos nesta semana. A treinadora de dança Bae Yoon-jeong, que esteve ausente durante as avaliações da empresa, também faz sua primeira aparição neste episódio, fazendo desta sua primeira vez treinando com um grupo de garotos. O episódio termina com o ranking atual, com Kim Yohan, da OUI Entertainment, mantendo sua posição no 1º lugar.

### Episódio 4 (24 de Maio de 2019)
Os ensaios e apresentações das equipes restantes são mostrados. Jooheon do Monsta X aparece como um treinador especial. Após a última apresentação, os trainees são mostrados em seus rankings que são puramente baseados nos votos do público e vêem mudanças significativas uma vez que os votos de bônus são concedidos. Kim Hyunbin, da Source Music, ocupa o primeiro lugar em votos individuais. Sua equipe, "No More Dream" do BTS (composta por Kim Hyunbin, Kim Sungyeon, Hong Sunghyun, Steven Kim, Won Hyunsik e Lee Sangho) também ganhou mais pontos na competição de batalha do grupo, ganhando a oportunidade de realizar um special stage no M! Countdown.

### Episódio 5 (31 de Maio de 2019)
A primeira rodada de eliminação começa com os 99 competidores restantes que entram no estúdio principal por empresa. Entre os anúncios da classificação de cada trainee, são mostrados eventos que levam à eliminação, como a vida no dormitório e uma brincadeira escondida com a câmera. Uma pesquisa para 'Top Visual' também foi realizada, na qual Kim Mingyu, da Jellyfish Entertainment, ficou em primeiro lugar. Durante a cerimonia, os formandos de 1 a 60 anos passarão para a próxima ronda, enquanto os formandos de 61 a 99 serão eliminados da competição. Kim Yohan, da OUI Entertainment, ocupa o primeiro lugar na primeira rodada eliminatória. Jung Jae-hun termina em 60º lugar, escapando por pouco da eliminação. O episódio termina com os competidores confortando os treinandos eliminados.

### Episódio 6 (7 de Junho de 2019)
Lee Dong-wook se encontra com os trainees novamente para anunciar o próximo desafio. Os treinandos têm a tarefa de se apresentar ao vivo em grupos com base nas posições que eles querem estrear: vocal, dance, rap ou "X". "X" é uma nova posição que exige que os treinandos realizem duas das três posições mencionadas simultaneamente. Há quatro músicas para vocais ("Me After You" de Paul Kim, "Twit" de Hwasa, "To My Youth" de Bolbbalgan4 e "Day by Day" de Wanna One), três músicas para dançar ("Believer" de Imagine Dragons,  "Finesse" de Bruno Mars, e "Swalla" de Jason Derulo), duas músicas para rap ("Tell Me Yes ou No" de Zico e "Barcode" de Vinxen) e duas músicas para categoria "X" ("Attention" de Charlie Puth para vocal e dança e "Turtle Ship" do SMTM4 para rap e dança). Cada música tem um limite de membros e seria escolhida por cada trainee com base em suas graduações: Kim Yohan, que ficou em 1º lugar na primeira eliminatória, teria o privilégio de escolher a música que ele deseja primeiro. O vencedor de cada apresentação nas posições vocal, de dança e de rap receberá 100 vezes o seu voto, enquanto o vencedor de todas as músicas de cada categoria receberá 100.000 votos. Para a posição "X", o vencedor de cada apresentação receberá 200 vezes seus votos, enquanto o vencedor geral receberá 200.000 votos. Após cada apresentação, eles são classificados primeiro em seus grupos e, depois, na categoria geral. Lee Dong-wook também anuncia que apenas os 30 primeiros colocados permanecerão na próxima rodada. Apenas cinco grupos são mostrados nesta semana.

### Episódio 7 (14 de Junho de 2019)
As equipes restantes executam suas respectivas etapas e os ensaios para os grupos são exibidos. Após a última apresentação, os competidores recebem sua classificação geral com base em suas posições. Kim Wooseok, Kang Hyeonsu e Won Hyuk surgiram como os vencedores gerais das posições de vocal, dança e rap, respectivamente, cada um deles ganhando 100.000 votos, juntamente com seus votos de audiência por 100. Lee Jinhyuk emergiu como o vencedor geral da posição "X", ganhando 200.000 votos, juntamente com o seu público votos 200 vezes.

### Episódio 8 (21 de Junho de 2019)
Lee Dong-wook anuncia o início da próxima avaliação antes da segunda rodada de eliminações, o que significa que todos os 60 garotos que sobreviveram até agora continuarão a treinar para as apresentações, mas nem todos eles podem se apresentar. A avaliação revela-se como uma avaliação conceitual em que os espectadores escolheram formações de grupo de uma pesquisa on-line. Lee Dongwook apresenta seis músicas: "Pretty Girl" como Funky Retro Dance (KZ, Ntonious e The-Private), "Super Especial Girl" como Future Funk (Kwon Deun Guk), "MOVE" como Pop Mainstream (Zico), "Monday To Sunday" como R&B/Dance House (PrimeBoi) e  "U Got It" como Future EDM Dance (Noheul & Kiggen). A segunda rodada de eliminações ocorre durante a segunda metade do episódio, com os restantes 60 participantes de cada empresa sendo vistos entrando no estúdio principal. Os nomes dos 30 melhores estagiários são chamados por Lee Dong-wook um por um a partir da classificação 29. Os candidatos para o 1º lugar foram Kim Yohan, Song Hyeongjun, Lee Jinhyuk e Kim Wooseok. É então anunciado que Kim Wooseok ficou em 1º lugar. Enquanto isso, os candidatos ao 30º lugar foram Joo Changuk, Kim Dongyoon, Moon Hyunbin e Won Hyuk. É anunciado que Joo Chang-Uk classificou-se no dia 30, apenas escapando da eliminação. Embora eles sejam eliminados, Lee Dong-wook diz que não acabou para o estagiário eliminado. Os trainees podem ter uma segunda chance gravando um vídeo de sua dança de "X1-MA", uma habilidade que aprenderam durante a competição e um vídeo de introdução de 1 minuto apelando aos Produtores Nacionais para lhes dar outra chance. Os Produtores Nacionais podem votar em 1 trainee eliminado para obter uma segunda chance na competição, e a votação termina em 24 horas após o final deste episódio.

### Episódio 9 (28 de Junho de 2019)
Após a Segunda Eliminação, os 30 trainees passam para o Conceito de Avaliação de Desempenho, e então o Representante MC Lee Dong-Wook anuncia que apenas 6 deles são necessários em cada grupo e os trainees têm que votar em quem ficará ou não.
Após a votação, os treinandos dirigem-se às suas novas equipes. Depois de ir para os novos grupos, as equipes vão para o estúdio de gravação para se encontrar com seus produtores para gravar sua música. Depois disso, o Representante MC Lee Dong-wook revela o trainee X (no qual um trainee pode voltar depois de gravar um vídeo para os Produtores Nacionais votarem) antes de revelar, Lee Dong-wook chama quatro candidatos para o trainee X, Ele chama Kwon Taeun (A.CONIC), Moon Hyunbin (Starship Entertainment), Kim Dongyun (Woollim Entertainment) e Baek Jin (VINE Entertainment). É então revelado que Kim Dongyun foi escolhido como o X. Então o representante Lee Dong-wook dá a cada equipe 30 minutos para escolher se eles querem recrutar Dongyun. Se ninguém recrutar Dongyun, ele terá que escolher uma equipe aleatoriamente. No final, a equipe de "Monday To Sunday" recruta Dongyun para sua equipe. Eles agora praticam para se preparar para a performance.

### Episódio 10 (5 de Julho de 2019)
Cada estágio do conceito foi mostrado junto com os bastidores das práticas, treinamento e gravação para cada grupo. Depois que cada grupo se apresentou, Lee Dongwook reuniu os treinandos e anunciou os rankings para cada grupo e para cada trainee entre os grupos. "U Got It" foi anunciado como o primeiro colocado, com o trainee Kim Yohan ocupando o primeiro lugar, ganhando o maior número de votos.

### Episódio 11 (12 de Julho de 2019)
Os 30 trainees restantes entram um a um, de acordo com suas empresas. Lee Dong-wook então anuncia o início da terceira eliminação. Ele menciona Choi Byungchan da Plan A Entertainment, que esteve ausente durante as filmagens, deixou o show e não estará avançando para as finais. Ele também revela que apenas 20 trainees sobreviverão. O episódio continua com o segmento de dicas de maquiagem liderado pelo guru da beleza e youtuber Ssinnim, e o segmento de Jogos Esportivos dos trainees, com a equipe "Pretty Girl" ganhando no geral. Depois, o anúncio de eliminação começa, começando do 19º lugar. Os quatro candidatos ao 1º lugar são revelados, que são Han Seungwoo, Lee Jinhyuk, Kim Wooseok e Kim Yohan. O segmento de trainees que escolhe a escolha fixa começa, e Hwang Yunseong fica em primeiro lugar para o maior número de votos e ganha um novíssimo telefone da Samsung. O anúncio continua, e os que batalham pelo 1º lugar são Kim Wooseok e Kim Yohan, com o 1º lugar indo para Kim Yohan.
Os candidatos ao 20º lugar são revelados, Kim Kookheon, Lee Sejin, Lee Jinwoo e Kim Dongyun. No 23º e 22º lugar, estão Kim Dongyun e Lee Jinwoo, respectivamente. Os dois restantes são chamados ao palco e fazem seus últimos discursos. O 20º lugar acaba indo para Lee Sejin.
Depois, os 20 estagiários restantes escolhem sua música de estréia, "To My World" (Drew Ryan Scott, Sean Alexander) ou "Boyness" (Hui do Pentagon, Flow Blow) e escolhem suas posições durante também. Trainees de nível superior têm a vantagem de expulsar outros na posição desejada e transferi-los para uma posição mais baixa. O episódio termina com os cartões individuais dos trainees sendo exibidos na tela e o horário oficial da final, que foi alterado para 20h às 23h.

### Episódio 12 (19 de Julho de 2019)
Este episódio foi o final da série Produce X 101. O episódio começou com os estagiários finais fazendo um diário final em uma sala de prática. Eles conversaram sobre sua aventura e progresso no show. Alguns clipes foram mostrados a partir de vários pontos do show. Em seguida, foi para o palco ao vivo com Lee Dongwook apresentando o início do show e fazendo as coisas começarem. Quando a votação foi aberta, os 20 finalistas começaram a tocar a música-título do programa "X1-MA". Ao longo da música, os trainees eliminados se juntaram ao palco, criando uma performance completa de todos os 101 trainees. Lee Dongwook, em seguida, revelou o nome do grupo, como foi votado pelo público, "X1". "X1" destina-se a representar a música-título do programa "X1-MA", os 11 trainees em números romanos e o tema "10 + X" do programa. Eles então mostraram alguns bastidores gravando e praticando "Boyness" e "To My World", até mesmo provocando quem seriam os centros do grupo. Os grupos foram mostrados reunidos e assistindo clipes de cada trainee como centro, em seguida, votando em quem seria o centro final de ambas as músicas. Durante a apresentação ao vivo após estes clipes, foi revelado que Song Yuvin foi escolhido como o centro de "Boyness" e Hwang Yunseong foi escolhido como o centro de "To My World". Após as apresentações de cada música de estréia, todos os 20 finalistas executaram a música "Dream For You", com alguns clipes de bastidores tocados antes da mão. Durante todo o show, Dongwook brincou com os lugares dos estagiários que pairavam em torno do corte de estréia. Clips foram mostrados aos estagiários assistindo seus clipes de audição e, em seguida, cumprimentando uns aos outros e compartilhando seus laços e amizades. Em seguida foi o anúncio oficial do ranking. Lee Dongwook anunciou os trainees do 10º ao 3º,lugar em seguida, chamou os candidatos para 1 ºe 2º lugar para o centro para revelar os rankings. Depois que os 10 melhores trainees foram oficialmente anunciados, Dongwook anunciou o trainee "X". Este foi um dos 10 trainees restantes que receberam a maior quantidade de votos desde o início do programa até a votação ter sido encerrada neste episódio final. Lee Dongwook teve algumas últimas palavras finais, e então Kim Yohan (1º colocado) chamou os 11 membros de estréia para saudar a nação como um grupo unificado.

## Resultado
Durante o último episódio, cuja transmissão ocorreu em 19 de julho de 2019, Lee Dong-Wook anunciou o nome do grupo: X1 (hangul: 엑스원).

| #  | Membros do X1  | Membros do X1 | Membros do X1   | Membros do X1    |
| #  | Nome           | Votos         | Empresa         | Votos acumulados |
| -- | -------------- | ------------- | --------------- | ---------------- |
| 1  | Kim Yo-han     | 1,334,011     | OUI             | 4,468,996        |
| 2  | Kim Woo-seok   | 1,304,033     | TOP Media       | 4,424,309        |
| 3  | Han Seung-woo  | 1,079,200     | Plan A          | 2,869,629        |
| 4  | Song Hyung-jun | 1,049,222     | Starship        | 3,735,217        |
| 5  | Cho Seung-youn | 929,311       | Yuehua          | 1,271,071        |
| 6  | Son Dong-pyo   | 824,389       | DSP Media       | 2,762,824        |
| 7  | Lee Hang-gyul  | 794,411       | MBK             | 2,221,045        |
| 8  | Nam Do-hyun    | 764,433       | MBK             | 2,382,860        |
| 9  | Cha Jun-ho     | 756,939       | Woollim         | 1,692,469        |
| 10 | Kang Min-hee   | 749,444       | Starship        | 1,798,609        |
| X  | Lee Eun-sang   | 689,489       | Brand New Music | 3,164,535        |

### Nota
O membro X foi escolhido a partir dos votos acumulados durante todo o programa.

## Ranking
Os 10 melhores concorrentes serão determinados pela votação online e local, cujos resultados são anunciados no final de cada episódio. Os 10 melhores concorrentes na votação final + o membro X determinarão o grupo final. O membro X é um dos competidores da final que será o trainee com o maior total de votos online do episódio 1 até o episódio final.
| #  | Episódio 1 (votos online) | Episódio 2 (votos online) | Episódio 3 (votos online) | Episódio 4 (votos ao vivo) | Episódio 4 (votos ao vivo) | Episódio 5 (total de votos) | Episódio 5 (total de votos) | Episódio 6 (votos online) |
| #  | Episódio 1 (votos online) | Episódio 2 (votos online) | Episódio 3 (votos online) | Nome                       | Votos                      | Nome                        | Votos                       | Episódio 6 (votos online) |
| -- | ------------------------- | ------------------------- | ------------------------- | -------------------------- | -------------------------- | --------------------------- | --------------------------- | ------------------------- |
| 1  | Kim MinGyu                | Kim YoHan ↑2              | Kim YoHan =               | Kim HyunBin                | 5,850                      | Kim YoHan =                 | 1,094,299                   | Kim WooSeok ↑3            |
| 2  | Koo JungMo                | Lee EunSang ↑12           | Kim MinGyu ↑1             | Lee WooJin                 | 5,270                      | Kim MinGyu =                | 1,033,132                   | Song HyeongJun ↑1         |
| 3  | Kim YoHan                 | Kim MinGyu ↓2             | Lee EunSang ↓1            | Wei Zi Yue                 | 5,180                      | Song HyungJun ↑1            | 1,024,849                   | Kim MinGyu ↓1             |
| 4  | Cha JunHo                 | Nam DoHyun ↑33            | Song HyeongJun ↑6         | Kim Woo-seok               | 5,100                      | Kim WooSeok ↑2              | 933,869                     | Lee JinWoo ↑8             |
| 5  | Kim WooSeok               | Song YuVin ↑12            | Nam DoHyun ↓1             | Won Hyuk                   | 4,740                      | Lee EunSang ↓2              | 931,256                     | Kim YoHan ↓4              |
| 6  | Son DongPyo               | Son DongPyo =             | Kim WooSeok ↑1            | Kim DongYoon               | 4,710                      | Nam DoHyun ↓1               | 844,597                     | Lee EunSang ↓1            |
| 7  | Lee Eugene                | Kim WooSeok ↓2            | Son DongPyo ↓1            | Kim Yo-han                 | 4,700                      | Son DongPyo =               | 710,483                     | Nam DoHyun ↓1             |
| 8  | Lee SeJin                 | Park SeonHo ↑28           | Song YuVin ↓3             | Choi ByungChan             | 4,350                      | Song YuVin =                | 679,286                     | Koo JungMo ↑1             |
| 9  | Song HyeongJun            | Koo JungMo ↓7             | Koo JungMo =              | Lee JunHyuk                | 3,173                      | Koo JungMo =                | 669,616                     | Song YuVin ↓1             |
| 10 | Lee JinWoo                | Song HyeongJun ↓1         | Park SeonHo ↓2            | Ham WonJin                 | 3,164                      | Ham WonJin ↑2               | 578,263                     | Ham WonJin =              |

| #  | Episódio 7 (votos ao vivo) | Episódio 7 (votos ao vivo) | Episódio 8 (total de votos) | Episódio 8 (total de votos) | Episódio 10 (votos ao vivo) | Episódio 10 (votos ao vivo) | Episódio 11 (total de votos) | Episódio 11 (total de votos) |
| #  | Nome                       | Votos                      | Nome                        | Votos                       | Nome                        | Votos                       | Nome                         | Votos                        |
| -- | -------------------------- | -------------------------- | --------------------------- | --------------------------- | --------------------------- | --------------------------- | ---------------------------- | ---------------------------- |
| 1  | Lee JinHyuk                | 336,000                    | Kim WooSeok =               | 1,728,930                   | Kim YoHan                   | 172,000                     | Kim YoHan ↑2                 | 582,503                      |
| 2  | Kang HyeonSu               | 161,600                    | Lee JinHyuk ↑9              | 1,480,425                   | Cho SeungYoun               | 72,500                      | Kim Woo-seok ↓1              | 457,477                      |
| 3  | Kim WooSeok                | 160,600                    | Kim YoHan ↑2                | 1,458,183                   | Nam DoHyun                  | 55,000                      | Lee JinHyuk ↓1               | 351,174                      |
| 4  | Won Hyuk                   | 151,400                    | Song HyeongJun ↓2           | 1,418,328                   | Song HyeongJun              | 50,500                      | Han SeungWoo ↑5              | 329,581                      |
| 5  | Koo JungMo                 | 95,200                     | Koo JungMo ↑3               | 1,334,074                   | Kim WooSeok                 | 20,115                      | Kim MingYu ↑5                | 290,944                      |
| 6  | Hwang YunSeong             | 61,200                     | Lee EunSang =               | 1,313,074                   | Lee EunSang                 | 20,095                      | Cho SeungYeon ↑11            | 281,580                      |
| 7  | Han SeungWoo               | 58,000                     | Nam DoHyun =                | 1,265,468                   | Han SeungWoo                | 20,091                      | Nam DoHyun =                 | 272,795                      |
| 8  | Lee HanGyul                | 56,300                     | Lee JinWoo ↓4               | 1,259,112                   | Hwang YunSeong              | 20,036                      | Song HyeongJun ↓4            | 242,818                      |
| 9  | Song YuVin                 | 54,500                     | Han SeungWoo ↑4             | 1,248,496                   | Cha JunHo                   | 20,031                      | Lee Eunsang ↓3               | 230,716                      |
| 10 | Nam DoHyun                 | 49,900                     | Kim MinGyu ↓7               | 1,238,668                   | Keum DongHyun               | 15,500                      | Keum DongHyun ↑9             | 187,264                      |

## Discografia

### Singles
- X1-MA (2019)
- Super Special Girl (2019)
- Pretty Girl (2019)
- Monday to Sunday (2019)
- Move (2019)
- U GOT IT (2019)
- To My World (2019)
- Dream For You (2019)
- Boyness (2019)